# Kobieta ze złotej bramy
Kobieta ze złotej bramy (chiń. 金門女, ang. Golden Gate Girl) – chińsko-amerykański film z 1941 roku. Pierwszy film w języku chińskim, który był kręcony w Chinatown w San Francisco.
W filmie jako trzymiesięczne dziecko wystąpił Bruce Lee, trzymany na rękach przez ojca

## Fabuła
Córka sklepikarza wymyka się z domu, by obejrzeć chińską operę, potem zaś wymyka się również do klubu z pracownikiem ojca chcąc spotkać w klubie śpiewaka owej opery. Spotkanie to przeradza się po pewnym czasie w wielkie uczucie zakończone ślubem. Ojciec jest bardzo zły na córkę a swojego pracownika zwalnia za to że pomagał jej się wymykać. Śpiewak wkrótce musi wracać do Chin pozostawiając dziewczynę w ciąży samą. Dziewczyna umiera w czasie porodu urodziwszy córeczkę, która wyrośnie na bardzo podobną do matki dziedzicząc również po niej brzemię matczynego nieszczęścia.